# Tyler Farrar
Pour les articles homonymes, voir Farrar.

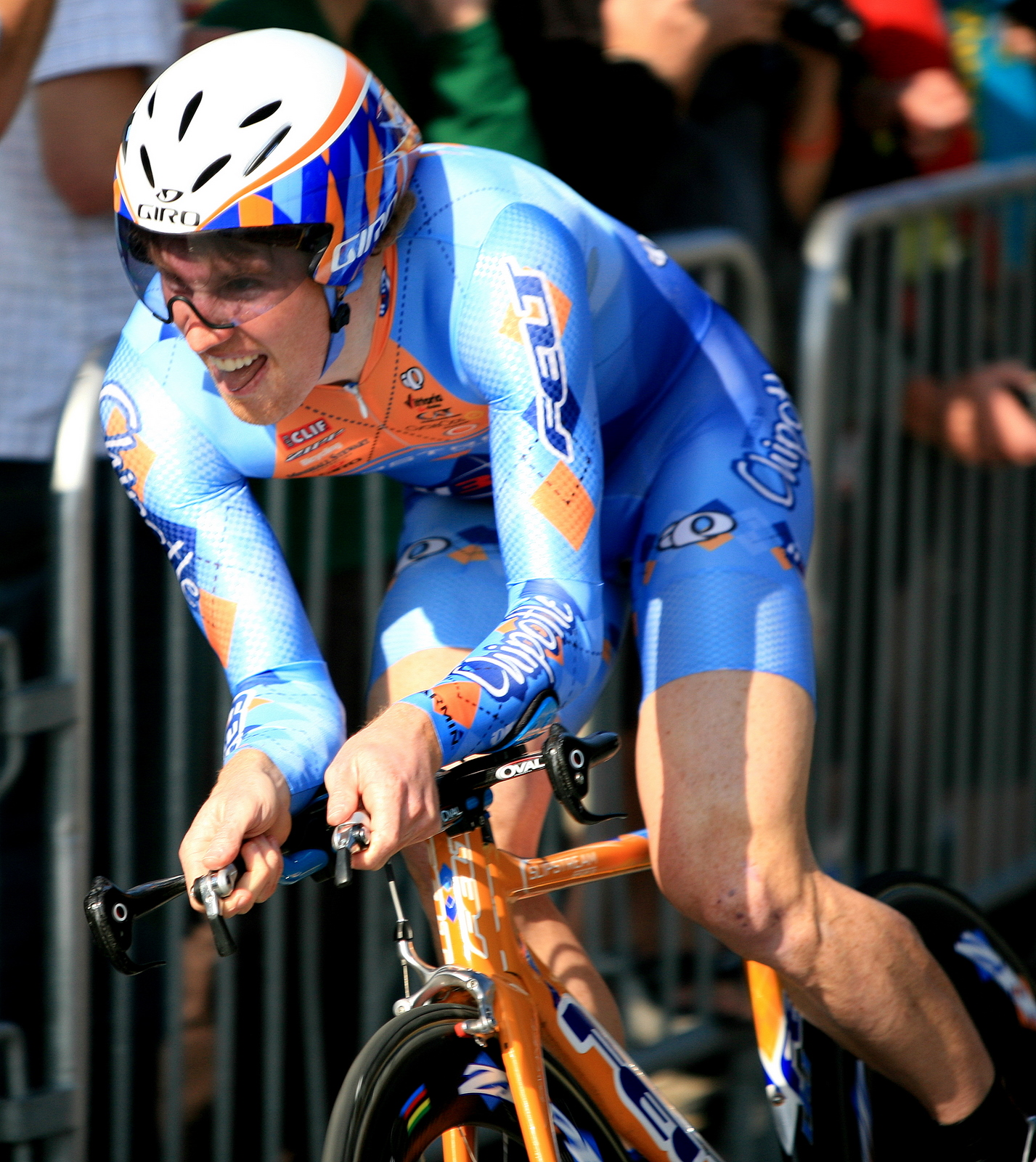
Farrar lors du Prologue du Tour de Californie 2008

Tyler Farrar (né le 2 juin 1984 à Wenatchee, dans l'État de Washington), est un coureur cycliste américain, professionnel entre 2003 et 2017. Bon sprinteur, il a notamment remporté la Vattenfall Cyclassics à deux reprises, une étape du Tour de France, trois étapes du Tour d'Espagne et deux étapes du Tour d'Italie.

## Biographie

### Jeunesse et carrière amateur
Tyler Farrar commence à pratiquer le cyclisme en 1998.
En catégorie junior, Tyler Farrar participe en 2001 aux championnats du monde à Lisbonne, au Portugal. Il y prend la dixième place du contre-la-montre et la 93e place de la course en ligne de sa catégorie. L'année suivante, il remporte la première étape des Trois jours d'Axel et le Tour de l'Abitibi. Grâce à cette victoire, ainsi qu'une huitième place au Tour de Lorraine junior, il est 11e au classement junior de l'UCI en 2002. Il participe à nouveau aux championnats du monde, à Zolder en Belgique. Il y est 15e du contre-la-montre et seizième de la course en ligne, toujours en catégorie junior.

### Début de carrière professionnelle
Tyler Farrar commence sa carrière cycliste professionnelle à l'âge de 18 ans, dans l'équipe américaine Jelly Belly. Il y est recruté par Danny Van Haute, entraîneur de l'équipe des États-Unis juniors dans laquelle il a couru en 2001 et 2002. Il court sur piste. Aux championnats des États-Unis, il remporte le titre en poursuite par équipes et est deuxième en poursuite individuelle et troisième de l'américaine. Il participe à deux des quatre manches de la coupe du monde sur piste, à Aguascalientes et au Cap. Avec l'équipe nationale espoir, il participe à des courses en Europe. Il prend notamment la neuvième place du Tour des Flandres espoirs.
En 2004, il rejoint l'équipe Health Net-Maxxis. En l'espace de cinq jours, il remporte le titre de champion des États-Unis du contre-la-montre et du critérium dans la catégorie des moins de 23 ans, et le Manhattan Beach Grand Prix. Il termine deuxième du championnat des États-Unis du critérium professionnel. Avec l'équipe des États-Unis espoirs, il gagne une étape du Tour de l'Avenir en devançant au sprint Koldo Fernández et Sébastien Chavanel, puis participe aux championnats du monde sur route à Vérone, en Italie. Il y est 21e du contre-la-montre et 28e de la course en ligne.
En 2005, avec Health Net-Maxxis, malgré deux fractures de la clavicule en début d'année, il gagne sur le continent américain une étape de la Valley of the Sun Stage Race et du Tour de Delta, dont il prend la deuxième place finale. Il est également second du Manhattan Beach Grand Prix et du championnat des États-Unis sur route espoirs. Il remporte la dernière course qu'il dispute aux États-Unis avec l'équipe Health Net-Maxxis, le championnat national du critérium. Avec l'équipe des États-Unis espoirs, il court en Belgique au mois de mars. Il y remporte le Challenge de Hesbaye, le Trofee van Haspengouw, et est deuxième du Grand Prix de Waregem. Il gagne ensuite au sprint une étape de la Ronde de l'Isard d'Ariège et une étape du Tour de l'Avenir, où il devance Borut Božič et Hans Dekkers. Pour sa deuxième participation aux championnats du monde sur route dans la catégorie espoirs, il se classe dixième du contre-la-montre et abandonne lors de la course en ligne.
Il est engagé pour deux saisons par l'équipe ProTour française Cofidis, qui l'a contacté dès sa victoire d'étape lors du Tour de l'Avenir 2004.

### 2006-2007: deux années chez Cofidis
La première année de Tyler Farrar est marquée par une chute lors du Circuit de la Sarthe qui lui cause une fracture de la clavicule. Durant cette saison, il est plusieurs classé parmi les dix premiers lors d'arrivées au sprint. Ses meilleurs résultats sont une cinquième place au Grand Prix de la ville de Rennes et une sixième place au classement général du Tour du Poitou Charentes et de la Vienne. Il fait partie de la sélection de neuf coureurs américains disputant la course en ligne aux championnats du monde sur route à Salzbourg en Autriche. Il figure dans un groupe d'échappés de vingt-cinq coureurs, puis abandonne.
Il ne remporte qu'un succès avec Cofidis, sur une étape du Grand Prix International CTT Correios de Portugal en juin 2007 où il bat le Sud-Africain Robert Hunter au sprint. Durant cette saison, il se classe neuvième de Kuurne-Bruxelles-Kuurne, quatrième du prologue de l'Eneco Tour et troisième d'une étape du Tour de Belgique. Il abandonne à nouveau lors du championnat du monde sur route, disputé à Stuttgart en Allemagne.

### 2008-2014: période chez Garmin

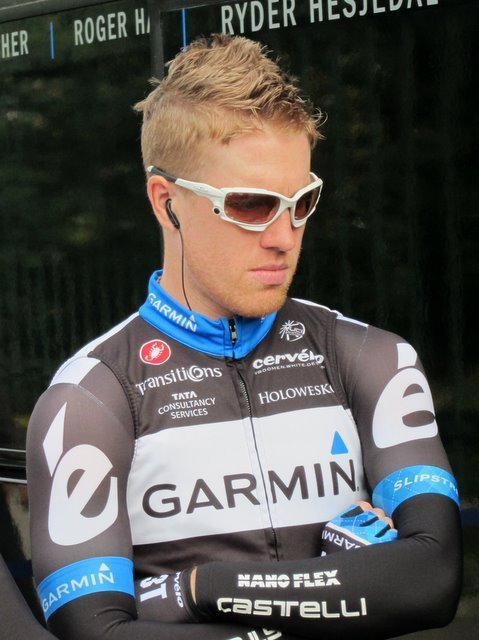
Tyler Farrar en 2011.

Tyler Farrar rejoint en 2008 l'équipe continentale professionnelle américaine Slipstream-Chipotle, qui prend ensuite le nom Garmin-Chipotle en cours de saison. Il y retrouve plusieurs coureurs américains qu'il a fréquentés auparavant, comme Blake Caldwell et Steven Cozza, membres avec lui des équipes américaines junior puis espoir. Avec cette équipe, il remporte une étape du Tour du Poitou-Charentes en 2008. Il termine également cinquième de Paris-Tours, remportant le sprint du peloton juste devant Robbie McEwen et Erik Zabel.
En 2009, Farrar devient l'un des meilleurs sprinteurs du peloton et l'un des rivaux de Mark Cavendish. En début de la saison, il remporte une étape de Tirreno-Adriatico en devançant ce dernier. Lors du Tour 2009, il collectionne les places dans les cinq premiers d'étapes, sans jamais parvenir à battre Cavendish qui gagne six étapes. Farrar remporte durant l'été la Vattenfall Cyclassics, épreuve du ProTour, puis la onzième étape du Tour d'Espagne et deux étapes du Circuit franco-belge. Il termine la saison à la 18e place du classement mondial UCI. Il y est le meilleur coureur américain et de l'équipe Garmin-Slipstream.
Après des places d'honneur lors des courses par étapes de début de saison, Farrar obtient sa première victoire en 2010 lors des Trois Jours de La Panne, dont il gagne la troisième étape. Bien placé lors des classiques flamandes (troisième du Circuit Het Nieuwsblad, neuvième de Gand-Wevelgem, cinquième du Tour des Flandres), il termine avec une victoire au Grand Prix de l'Escaut. Au Tour d'Italie, il gagne deux étapes et porte pendant six jours le maillot du classement par points, puis abandonne. Vainqueur du Delta Tour Zeeland en juin, il dispute ensuite le Tour de France. Sixième du prologue à Rotterdam, il chute avec plusieurs coéquipiers dans la descente de la côte de Stockeu, lors de la deuxième étape, et s'en relève avec une fracture au poignet,. Il est deuxième et troisième à Gueugnon et Bourg-lès-Valence, deux étapes remportées par Cavendish. La douleur au poignet ne lui permet cependant pas de terminer la course. Il abandonne lors de la douzième étape. En août, il gagne pour la deuxième fois la Vattenfall Cyclassics, en battant au sprint Edvald Boasson Hagen et André Greipel. Il se classe sixième de la Coppa Bernocchi et deuxième du Grand Prix de Plouay. À la fin du mois, il prend le départ du Tour d'Espagne, son troisième grand tour de l'année. Il en remporte deux étapes, dont la dernière à Madrid et termine à la deuxième place du classement par points, derrière Mark Cavendish. Il termine sa saison aux championnats du monde sur route à Melbourne, où il prend la 83e place de la course en ligne.
En 2011, l'équipe Garmin-Transitions fusionne avec l'équipe Cervélo Test, qui disparaît. Elle prend le nom de Garmin-Cervélo et accueille notamment les sprinteurs Thor Hushovd, champion du monde, et Heinrich Haussler. Tyler Farrar participe au Tour d'Italie. Lors de la troisième étape, le coureur belge Wouter Weylandt meurt, victime d'une chute. Weylandt, qui résidait à Gand en Belgique était un des meilleurs amis de Tyler Farrar, qui habite à Gand durant la saison cycliste européenne. Farrar quitte la course après la quatrième étape, courue en hommage à Wouter Weylandt. De retour à la compétition en juin, il dispute le Critérium du Dauphiné puis le Ster ZLM Toer, dont il gagne une étape. En juillet, il prend part à son troisième Tour de France. L'équipe Garmin-Cervélo en remporte la deuxième étape, un contre-la-montre par équipes, ce qui permet à Thor Hushovd de porter le maillot jaune pendant une semaine. Le lendemain, Tyler Farrar, emmené par ses coéquipiers Hushovd et Julian Dean, s'impose au sprint lors de la troisième étape, devant le Français Romain Feillu et l'Espagnol José Joaquín Rojas. Il franchit la ligne d'arrivée en rendant hommage à Wouter Weylandt, en formant un « W » avec ses mains,. En août, il prend part au Tour d'Espagne, qu'il abandonne après une semaine de course. Sélectionné en équipe nationale, il prend la dixième place de la course en ligne des championnats du monde, remportée par Mark Cavendish.
En début de saison 2012, Tyler Farrar obtient plusieurs places d'honneur lors d'étapes du Tour du Qatar, du Tour d'Oman, de Tirreno-Adriatico. Au Qatar, il gagne le contre-la-montre par équipes et finit deuxième au classement général. En avril, il se classe deuxième du Grand Prix de l'Escaut, battu au sprint par Marcel Kittel.
Il est ensuite aligné au Tour d'Italie. Quatrième puis troisième d'étapes en début d'épreuve, il gagne le contre-la-montre par équipes avec ses coéquipiers. Une chute lors de la sixième étape le blesse à la main et l'oblige à abandonner. En juillet, il dispute le Tour de France. Victime de plusieurs chutes, il ne gagne aucune étape et ne se classe que trois fois parmi les dix premiers d'étapes,. En août, il obtient ses deux seules victoires personnelles de l'année, deux étapes du Tour du Colorado. En septembre, il est l'un des coureurs sélectionnés automatiquement en équipe nationale pour la course en ligne des championnats du monde. Il doit cependant renoncer à participer à cause d'une commotion cérébrale, due à une chute lors du Tour de Grande-Bretagne. Il est remplacé par Andrew Talansky.
En 2013, il gagne une étape du Tour de Californie et de l'Eurométropole Tour.

### 2015-2017: fin de carrière chez  MTN-Qhubeka puis Dimension Data
Après sept ans avec les différentes équipes Garmin et une saison 2014 avec une seule victoire, Farrar rejoint l'équipe sud-africaine MTN-Qhubeka pour les saisons 2015 et 2016. Pour ses dernières saisons dans le peloton, il se concentre sur un rôle d'équipier.
Il est sélectionné pour la course en ligne des championnats du monde 2015 de Richmond.
Au mois de septembre 2016 il prolonge son contrat avec la formation MTN-Qhubeka devenue Dimension Data où il court depuis deux ans. Il se donne pour but d'épauler ses leaders, notamment son sprinteur Mark Cavendish, et d'apporter son expérience aux jeunes coureurs de l'équipe africaine. En septembre 2017, il annonce qu'il met un terme à sa carrière de coureur à l'issue de la saison, malgré le fait qu'il lui reste une année de contrat. Il souhaite devenir pompier.

## Palmarès et classements mondiaux

### Palmarès
| - 2001 - 2e du championnat des États-Unis du contre-la-montre juniors - 10e du championnat du monde du contre-la-montre juniors - 2002 - 1re étape des Trois Jours d'Axel - Tour de l'Abitibi : - Classement général - 4e étape (contre-la-montre) - 2003 - Champion des États-Unis de poursuite par équipes - 2e du championnat des États-Unis de poursuite - 3e du championnat des États-Unis de l'américaine - 2004 - Champion des États-Unis du contre-la-montre espoirs - Manhattan Beach Grand Prix - 7e étape du Tour de l'Avenir - 2e du Gastown Grand Prix - 2e du championnat des États-Unis du critérium - 2005 - Champion des États-Unis du critérium - 3e étape de la Valley of the Sun Stage Race - Challenge de Hesbaye - Trofee van Haspengouw - 2e étape du Tour de l'Avenir - 4e étape de la Ronde de l'Isard d'Ariège - 1re étape du Tour de Delta - 2e du Grand Prix de Waregem - 2e du championnat des États-Unis sur route espoirs - 2e du Tour de Delta - 2e du Manhattan Beach Grand Prix - 2007 - 2e étape du Grand Prix International CTT Correios de Portugal - 2008 - Tour des Bahamas : - Classement général - 2e et 3e étapes - 4e étapes du Tour de Géorgie (contre-la-montre par équipes) - 1re étape du Tour du Poitou-Charentes - 5e de Paris-Tours - 2009 - 3e étape de Tirreno-Adriatico - Delta Tour Zeeland : - Classement général - Prologue - Vattenfall Cyclassics - 1re, 2e et 4e étapes de l'Eneco Tour - 11e étape du Tour d'Espagne - Circuit franco-belge : - Classement général - 1re et 2e étapes - 2e à la Ruddervoorde Koerse | - 2010 - 3ea étape des Trois Jours de La Panne - Grand Prix de l'Escaut - 2e et 10e étapes du Tour d'Italie - Delta Tour Zeeland - Vattenfall Cyclassics - 5e et 21e étapes du Tour d'Espagne - 2e du Grand Prix de Plouay - 3e du Circuit Het Nieuwsblad - 5e du Tour des Flandres - 9e de Gand-Wevelgem - 2011 - Trofeo Palma de Mallorca - Trofeo Cala Millor - 2e étape de Tirreno-Adriatico - 1re étape du Ster ZLM Toer - 2e (contre-la-montre par équipes) et 3e étapes du Tour de France - 3e d'À travers les Flandres - 3e de Gand-Wevelgem - 10e du championnat du monde sur route - 2012 - 4e étape du Tour d'Italie (contre-la-montre par équipes) - 2e étape du Tour du Qatar (contre-la-montre par équipes) - 2e étape du Tour de l'Utah (contre-la-montre par équipes) - 1re et 5e étapes du Tour du Colorado - 2e du Tour du Qatar - 2e du Grand Prix de l'Escaut - 2013 - 4e étape du Tour de Californie - 3e étape de l'Eurométropole Tour - 2e du Trofeo Palma de Mallorca - 2e du Trofeo Migjorn - 3e de l'Eurométropole Tour - 2014 - 3e étape du Tour de Pékin - 2e d'À travers les Flandres - 2e du Grand Prix de l'Escaut - 4e de la Vattenfall Cyclassics - 7e du Grand Prix E3 |

### Résultats sur les grands tours

#### Tour de France
5 participations
- 2009 : 151e
- 2010 : abandon (12e étape)
- 2011 : 159e, vainqueur de la 3e étape
- 2012 : 151e
- 2015 : 154e

#### Tour d'Italie
5 participations
- 2009 : non-partant (15e étape)
- 2010 : non-partant (15e étape), vainqueur des 2e et 10e étapes
- 2011 : non-partant (5e étape) (il quitte la course à la suite du décès accidentel de son ami Wouter Weylandt lors de la 3e étape)
- 2012 : abandon (6e étape), vainqueur de la 4e étape (contre-la-montre par équipes)
- 2014 : 147e

#### Tour d'Espagne
5 participations
- 2009 : non-partant (12e étape), vainqueur de la 11e étape
- 2010 : 142e, vainqueur des 5e et 21e étapes
- 2011 : abandon (8e étape)
- 2013 : 124e
- 2016 : 155e

### Classements mondiaux
| Année                  | 2005 | 2006 | 2007 | 2008 | 2009 | 2010 | 2011 | 2012 | 2013 | 2014 | 2015 |
| ---------------------- | ---- | ---- | ---- | ---- | ---- | ---- | ---- | ---- | ---- | ---- | ---- |
| Calendrier mondial UCI |      |      |      |      | 18e  | 10e  |      |      |      |      |      |
| UCI World Tour         |      |      |      |      |      |      | 40e  | 162e | 130e | 77e  |      |
| UCI America Tour       | 17e  |      |      | 14e  |      |      |      |      |      |      | 171e |
| UCI Europe Tour        | 326e |      |      | 96e  |      |      |      |      |      |      |      |
| UCI Oceania Tour       |      |      |      |      |      |      |      |      |      |      | 26e  |